# (13651) 1997 BR
1997 بي أر (ويعرف أيضًا باسم (13651) 1997 بي أر وفق تسمية الكوكب الصغير) (بالإنجليزية: 1997 BR)‏ هو كويكب ضمن حزام الكويكبات؛ وترتيبه 13651 من حيث الاكتشاف.
اكتُشف هذا الجُرم الفلكي بواسطة برنامج شميدت للكويكبات في بكين في 20 يناير 1997.

## وصلات خارجية
- (13651) 1997 BR في قاعدة بيانات مختبر الدفع النفاث لأجرام النظام الشمسي الصغيرة

- الاكتشاف · مخطط المدار ·  العناصر المدارية · المعلمات المادية

- (13651) 1997 BR على موقع ويكي سكاي: DSS2, SDSS, GALEX, IRAS, Hydrogen α, X-Ray, Astrophoto, Sky Map, Articles and images